# Alfio Fontana
Alfio Fontana (Tradate, 7 novembre 1932 – Milano, 4 febbraio 2005) è stato un calciatore italiano, di ruolo terzino.

## Caratteristiche tecniche
(Bruno Roghi, da Il Calcio Illustrato, 1956-57)

## Carriera
Fontana cominciò la sua carriera nella squadra locale di Tradate, suo paese natio, che militava in Prima Categoria. Questa fu in quegli anni la località di residenza dell'asso svedese Gunnar Gren, all'epoca giocatore del Milan, il quale assistette ad alcune partite della squadra locale e segnalò ad Antonio Busini, allora direttore tecnico del Milan, proprio Fontana, che fu quindi acquistato dai rossoneri.
Militò nelle giovanili del Milan fino al 1953, vincendo due Tornei di Viareggio. Nello stesso anno fece il suo esordio in prima squadra, l'8 febbraio nel pareggio esterno contro la SPAL (1-1). Nelle prime due stagioni trovò poco spazio, giocando solo due partite ufficiali, ma a partire dal 1954-55 divenne parte dei titolari, conquistando tre scudetti. Complessivamente Fontana disputò 170 partite con la maglia rossonera, segnando 7 gol.
Nel 1960 passò alla Roma, con cui giocò per quattro stagioni, vincendo una Coppa delle Fiere e una Coppa Italia, prima di passare alla Sampdoria. Chiuse la carriera nel Casale. Nella Roma formò con il portiere Cudicini e il terzino sinistro Giulio Corsini un trio difensivo tra i migliori dei primissimi anni Sessanta.
Conta anche tre presenze in Nazionale, con cui debuttò il 26 maggio 1957 a Lisbona contro il Portogallo.

## Statistiche

### Cronologia presenze e reti in nazionale
| Cronologia completa delle presenze e delle reti in nazionale ― Italia | Cronologia completa delle presenze e delle reti in nazionale ― Italia | Cronologia completa delle presenze e delle reti in nazionale ― Italia | Cronologia completa delle presenze e delle reti in nazionale ― Italia | Cronologia completa delle presenze e delle reti in nazionale ― Italia | Cronologia completa delle presenze e delle reti in nazionale ― Italia | Cronologia completa delle presenze e delle reti in nazionale ― Italia | Cronologia completa delle presenze e delle reti in nazionale ― Italia |
| Data                                                                  | Città                                                                 | In casa                                                               | Risultato                                                             | Ospiti                                                                | Competizione                                                          | Reti                                                                  | Note                                                                  |
| --------------------------------------------------------------------- | --------------------------------------------------------------------- | --------------------------------------------------------------------- | --------------------------------------------------------------------- | --------------------------------------------------------------------- | --------------------------------------------------------------------- | --------------------------------------------------------------------- | --------------------------------------------------------------------- |
| 26-5-1957                                                             | Lisbona                                                               | Portogallo                                                            | 3 – 0                                                                 | Italia                                                                | Qual. Mondiali 1958                                                   | -                                                                     |                                                                       |
| 6-1-1960                                                              | Napoli                                                                | Italia                                                                | 3 – 0                                                                 | Svizzera                                                              | Coppa Internazionale                                                  | -                                                                     |                                                                       |
| 13-3-1960                                                             | Barcellona                                                            | Spagna                                                                | 3 – 1                                                                 | Italia                                                                | Amichevole                                                            | -                                                                     |                                                                       |
| Totale                                                                |                                                                       | Presenze                                                              | 3                                                                     |                                                                       | Reti                                                                  | 0                                                                     |                                                                       |

## Palmarès

### Club

#### Competizioni giovanili
- Torneo di Viareggio: 2

Milan: 1952, 1953

#### Competizioni nazionali
- Coppa Italia: 1

Roma: 1963-1964
- Campionato italiano: 3

Milan: 1954-1955, 1956-1957, 1958-1959

#### Competizioni internazionali
- Coppa delle Fiere: 1

Roma: 1960-1961